# Iva Zajíčková
Iva Zajíčková-Stafová (ur. w 9 marca 1948 w Brnie) – czechosłowacka kolarka torowa, siedmiokrotna medalistka mistrzostw świata.

## Kariera
Pierwszy sukces w karierze Iva Zajíčková osiągnęła w 1971 roku, kiedy na mistrzostwach świata w Varese zdobyła brązowy medal w sprincie indywidualnym. W zawodach tych wyprzedziły ją jedynie dwie reprezentantki ZSRR: Galina Cariowa i Galina Jermołajewa. Wynik ten Zajíčková powtórzyła jeszcze trzykrotnie podczas: MŚ w Lecce (1976), MŚ w San Cristóbal (1977) oraz MŚ w Monachium (1978). W sprincie indywidualnym zdobyła ponadto dwa srebrne medale, pierwszy na mistrzostwach w San Sebastián w 1973 roku (wygrała Amerykanka Sheila Young), a drugi podczas mistrzostw świata w Liège w 1975 roku (wygrała Sue Novara z USA). Oprócz medali w sprincie Iva wywalczyła również brązowy medal w indywidualnym wyścigu na dochodzenie na mistrzostwach świata w Varese w 1971 roku. Lepsze od niej były tam tylko Tamara Garkuszyna z ZSRR oraz Holenderka Keetie van Oosten-Hage. Nigdy nie wystartowała na igrzyskach olimpijskich. 
Zajmowała się również wspinaczką górską, zdobyła między innymi Mont Blanc, Kilimandżaro i Szczyt Lenina. Od 2010 roku Stafová jest starostą miasta Ždánice.